# Антиподера
Антиподе́ра (фр. antipodaire, от др.-греч. άντί- — против и подера; англ. antipedal) кривой относительно точки —  кривая, для которой данная кривая есть подера относительно той же точки.
Например, парабола есть антиподера прямой, если полюс антиподеры совпадает с фокусом параболы, как показано на рисунке справа.
Антиподера кривой есть инверсия этой кривой с последующим полярным преобразование кривой, полюсы которых совпадают с полюсом антиподеры. Также антиподера кривой есть инверсия подеры инверсии этой кривой, полюсы которых совпадают с полюсом антиподеры.

## Полное определение антиподеры
Антиподе́ра, или отрицательная подера, или первая отрицательная подера ( англ. antipedal; negative pedal; first negative pedal), кривой относительно точки — кривая, подера которой относительно той же точки есть исходная кривая. Другими словами, антиподера — огибающая кривая перпендикуляров, проведённых через точки исходной кривой к прямым, соединяющим точки исходной кривой с фиксированной точкой, которая называется полюсом, или центром, или точкой подеры.
Построение антиподеры исходя из уже построенной её подеры называется построением с помощью подеры.
Например, всегда получится коническое сечение, если осуществить построение с помощью подеры из окружности или прямой.
Антриподе́ры степене́й вы́ше пе́рвой определяются как антиподеры антиподер предыдущей степени с одним и тем же полюсом.
- Антиподеры секстики Кэли и подеры кубики Чирнгауза шести степеней
- Кардиоида — 1-я антиподера секстики Кэли[англ.] — 6-я подера кубики Чирнгауза
- Окружность — 2-я антиподера секстики Кэли, кардиоида — 5-я подера кубики Чирнгауза
- Точка — 3-я антиподера секстики Кэли, окружность — 4-я подера кубики Чирнгауза
- Прямая  — 4-я антиподера секстики Кэли, точка — 3-я подера кубики Чирнгауза
- Парабола — 5-я антиподера секстики Кэли, прямая — 2-я подера кубики Чирнгауза
- Кубика Чирнгауза — 6-я антиподера секстики Кэли, парабола — 1-я подера кубики Чирнгауза

## Определение антиподеры через инверсию
Имеет место схема преобразований кривых для подеры, инверсии и полярного преобразования кривой, показанная на рисунке справа, из которой вытекает следующее два утверждения:
- антиподера кривой есть инверсия с последующим полярным преобразованием кривой, окружности преобразования которых совпадают, а полюсы совпадают с полюсом подеры;
- антиподера кривой есть инверсия подеры инверсии кривой, окружности преобразования которых совпадают, а полюсы совпадают с полюсом антиподеры.

## Уравнения антиподеры

### Параметрические уравнения антиподеры

#### Параметрические уравнения антиподеры на вещественной плоскости
В общем случае, для параметрически заданной кривой {\displaystyle \mathbf {z} (t)=(x(t),\;y(t))}, имеющей производную {\displaystyle \mathbf {z} '(t)=(x'(t),\;y'(t))}, антиподера
{\displaystyle \operatorname {antipedal} [\mathbf {z} ,\;\mathbf {z} _{0}](t)=\mathbf {Z} (t)=(X(t),\;Y(t))}
относительно точки {\displaystyle \mathbf {z} _{0}=(x_{0},\;y_{0})} задаётся следующими уравнениями:
{\displaystyle X={\frac {((x-x_{0})x-(y-y_{0})^{2})y'-(2x-x_{0})(y-y_{0})x'}{(x-x_{0})y'-(y-y_{0})x'}}=}
{\displaystyle =2x-x_{0}-y'{\frac {(x-x_{0})^{2}+(y-y_{0})^{2}}{(x-x_{0})y'-(y-y_{0})x'}}=}
{\displaystyle =x-(y-y_{0}){\frac {(x-x_{0})x'+(y-y_{0})y'}{(x-x_{0})y'-(y-y_{0})x'}},}
{\displaystyle Y={\frac {-((y-y_{0})y-(x-x_{0})^{2})x'+(2y-y_{0})(x-x_{0})y'}{(x-x_{0})y'-(y-y_{0})x'}}=}
{\displaystyle =2y-y_{0}+x'{\frac {(x-x_{0})^{2}+(y-y_{0})^{2}}{(x-x_{0})y'-(y-y_{0})x'}}=}
{\displaystyle =y+(x-x_{0}){\frac {(x-x_{0})x'+(y-y_{0})y'}{(x-x_{0})y'-(y-y_{0})x'}}.}
Эти основные уравнения можно принять за определение антиподеры.
Уравнение прямой {\displaystyle (X(t),\;Y(t))}, проходящей через две точки:
- полюс антиподеры {\displaystyle (x_{0},\;y_{0})},
- текущую точку исходной кривой {\displaystyle (x,\;y)},

есть
{\displaystyle {\frac {Y-y}{y_{0}-y}}={\frac {X-x}{x_{0}-x}},}
или
{\displaystyle Y-y={\frac {y_{0}-y}{x_{0}-x}}(X-x).}
Тогда уравнение перпендикулярной прямой, проходящей через текущую точку исходной кривой {\displaystyle (x,\;y)}
{\displaystyle Y-y=-{\frac {x_{0}-x}{y_{0}-y}}(X-x).}
Антиподера исходной кривой — огибающая семейства кривых
{\displaystyle U(X,\;Y,\;t)=Y-y+{\frac {x_{0}-x}{y_{0}-y}}(X-x)=0} —
определяется системой уравнений
{\displaystyle U(X,\;Y,\;t)={\frac {\partial U(X,\;Y,\;t)}{\partial t}}=0.}
Находим:
{\displaystyle {\frac {\partial U(X,\;Y,\;t)}{\partial t}}={\frac {\partial }{\partial t}}(Y-y+{\frac {x_{0}-x}{y_{0}-y}}(X-x))=}
{\displaystyle =-y'-X{\frac {x'}{y_{0}-y}}+X{\frac {(x_{0}-x)y'}{(y_{0}-y)^{2}}}-}
{\displaystyle {}-{\frac {(x_{0}-x)x'}{y_{0}-y}}+{\frac {xx'}{y_{0}-y}}-{\frac {(x_{0}-x)xy'}{(y_{0}-y)^{2}}}=0,}
{\displaystyle X((x_{0}-x)y'-(y_{0}-y)x')=}
{\displaystyle =(y_{0}-y)(x_{0}-x)x'-(y_{0}-y)xx'+}
{\displaystyle {}+(x_{0}-x)xy'+(y_{0}-y)^{2}y',}
{\displaystyle X={\frac {((x-x_{0})x-(y-y_{0})^{2})y'-(2x-x_{0})(y-y_{0})x'}{(x-x_{0})y'-(y-y_{0})x'}}.}
{\displaystyle Y=y-{\frac {x_{0}-x}{y_{0}-y}}(X-x)=}
{\displaystyle =y+{\frac {x-x_{0}}{y-y_{0}}}(y-y_{0}){\frac {(x-x_{0})x'+(y-y_{0})y'}{(x-x_{0})y'-(y-y_{0})x'}}=}
{\displaystyle =y+(x-x_{0}){\frac {(x-x_{0})x'+(y-y_{0})y'}{(x-x_{0})y'-(y-y_{0})x'}}.}
В частном случае, относительно полюса {\displaystyle \mathbf {z} _{0}=(0,\;0)} в начале координат, основные уравнения будут такими:
{\displaystyle X={\frac {(x^{2}-y^{2})y'-2xyx'}{xy'-yx'}}=}
{\displaystyle =2x-y'{\frac {x^{2}+y^{2}}{xy'-yx'}}=}
{\displaystyle =x-y{\frac {xx'+yy'}{xy'-yx'}},}
{\displaystyle Y={\frac {-(y^{2}-x^{2})x'+2xyy'}{xy'-yx'}}=}
{\displaystyle =2y+x'{\frac {x^{2}+y^{2}}{xy'-yx'}}=}
{\displaystyle =y+x{\frac {xx'+yy'}{xy'-yx'}}.}

## Примеры антиподеры
- Парабола — антиподера прямой.